# Merzhausen
Merzhausen est une commune de Bade-Wurtemberg (Allemagne), située dans l'arrondissement de Brisgau-Haute-Forêt-Noire, dans le district de Fribourg-en-Brisgau. A Merzhausen, on pratique traditionnellement la viticulture .

## Géographie
Merzhausen est située entre la montagne Schönberg et la Forêt-Noire, à l'extrémité nord de la vallée du Hexental. La commune est accolée à la ville de Fribourg-en-Brisgau.

## Jumelage
- Dardilly (France) depuis 1982